# Хохлатый самарис
Хохлатый самарис (лат. Samaris cristatus) — вид лучепёрых рыб из семейства самаровых (Samaridae). Широко распространены в Индо-Тихоокеанской области. Максимальная длина тела 22 см. Морские придонные рыбы. Питаются мелкими беспозвоночными.

## Описание
Тело удлинённое, овальной формы, сильно сжато с боков; на глазной стороне покрыто ктеноидной чешуёй;  слепая сторона также покрыта ктеноидной чешуёй, но более слабой. Голова короткая с коротким рылом и выемкой над верхним глазом. Длина головы укладывается 3,7—5,5 раз в стандартную длину тела. Глаза расположены на правой стороне тела. Верхняя челюсть короткая и косая, её длина в 2,6—3,4 раза короче длины головы. Нижняя челюсть несколько выдаётся вперёд. Мелкие зубы на обеих челюстях расположены узкими полосами. Жаберные тычинки рудиментарные, на верхней половине первой жаберной дуги их 2—5, а на нижней половине 7—11. Спинной плавник начинается перед глазами на слепой стороне рыла и тянется до хвостового стебля. В спинном плавнике 73—88 мягких лучей, первые 12—15 (редко 10—11) лучи значительно удлинены, их длина примерно в 4—5 раз превышает длину головы. В длинном анальном плавнике 49—60 мягких лучей. Грудной плавник на глазной стороне с 4-я мягкими лучами; на слепой стороне отсутствует или рудиментарный. Брюшные плавники на обеих сторонах тела с 5-ю мягкими лучами; на глазной стороне лучи удлинённые. В хвостовом плавнике 16 неразветвлённых лучей, край плавника закруглённый. Боковая линия на глазной стороне с 63—82 чешуйками, почти прямая, без надвисочной ветви. На слепой стороне боковая линия отсутствует или рудиментарная. Есть межмышечные кости.
Тело на глазной стороне коричневатое с тёмными точками и пятнами. Ряд пятен проходит вдоль дорсальной и вентральной стороны тела; передние удлинённые лучи спинного плавника белые. Остальная часть спинного плавника, анальный и хвостовой плавники коричневые. Грудной плавник тёмный. Слепая сторона тела беловатая. 
Максимальная длина тела 22 см, обычно 15—17 см.

## Биология
Морские придонные рыбы. Обитают в прибрежных водах на глубине от 20 до 114 м над песчаными и илистыми грунтами. Питаются мелкими донными организмами.

## Ареал
Широко распространены в Индо-Тихоокеанской области. Встречаются от Красного моря вдоль восточного побережья Африки; в Индийском океане; в западной части Тихого океана от Японии до Новой Каледонии и Австралии.